# B-Lymphozytenantigen CD20
B-Lymphozytenantigen CD20 ist ein Oberflächenprotein auf der Zelloberfläche von B-Zellen. Es ist phosphoryliert und palmitoyliert. Charakteristisch für CD20, das als Mitglied der MS4A-Familie auch als MS4A1 bekannt ist, sind vier konservierte Transmembrandomänen, die von N- und C-terminalen cytoplasmatischen Domänen flankiert sind. CD20 ist an der humoralen Immunantwort beteiligt. Es bindet an MHCII und reguliert die Aktivierung des B-Zell-Rezeptors. Die Antikörper Rituximab, Mosunetuzumab, Obinutuzumab, Ocrelizumab und Ofatumumab binden an CD20.